# Andreas Christian Lützen
Andreas Christian Lützen (født 13. juni 1813 i Horsbøl, Vidingherred i Sydslesvig, død 25. juli 1874 i Thorshavn) var en slesvigsk-færøsk lærer, købmand, kirkesanger, organist og politiker. Han fik som ung embede på Suðurstreymoy og blev i 1838 gift med Eva Margrethe Frederikke Jacobsdatter fra en lokal familie, hun blev kaldt Eva Margretha í Baianstovu. Hans barnebarn var Andrias Christian Evensen. I 1863 valgte Lagtinget Lützen til Færøernes repræsentant i Landstinget som suppleant for Peter Holten under dennes sygdom. En post han varetog til året efter. 

## Baggrund
Andreas Christian Lützens forældre døde medens han var lille, og derfor blev han opdraget hos hans ældre søster, der var gift med en gårdejer i Sønderjylland. Andreas Christian Lützen måtte være med ved landbruget, men havde i følge hans datter, ikke så megen lyst til at arbejde med landbrug. En dag kom en af hans fars venner på besøg. Vennen havde spurgt Andreas, om han egentlig brød sig om at blive landmand, og Andreas svarede, at det gjorde han ikke, han ville meget heller læse. Derefter tog faderens ven sig af ham og betalte for ham på Skaarup Seminarium.
Efter at Andreas Christian Lützen havde taget lærerexamen blev han huslærer hos en greve. Engang, da han var på vej hjem for at holde juleferie, traf han på en kro, hvor han var taget ind, nogle seminariekammerater. Som de nu sidder og taler om alt muligt, er der pludselig et af de unge der i spøg sagde til ham: "Hør du, Andreas Lützen, der er et lærerembede med orgelspil ledigt oppe på Færøerne, det må jo lige være noget for dig. Du skulle søge det". Andreas svarede: "Jeg! Det kan ikke nytte noget, der går jo ingen skibe derop nu, så inden min ansøgning når derop, er embedet nok besat - men jeg kan jo gerne søge det for spøgs skyld". Dermed skrev han en ansøgning og sendte den afsted. Da der om foråret kom skib fra Færøerne, var der svar til Andreas Christian Lützen. Han var antaget. Greven, som han var hos, mente, at han havde godt af at komme derop, han fik jo så i hvert fald set sig om.

## Liv og karriere på Færøerne
Lützen kom så til Færøerne. Der traf han en pige, Eva, som han hurtigt blev gift med.  Han blev en af hovedpersonerne i Tórshavn, han var lærer, degn og organist. Han fik en forretning, blev valgt i Lagtinget og en periode i Rigsdagen. I lagtinget kom han også at spille en rolle, da flertallet i 1860 fik fordrevet den dominerende amtmand Dahlerup. Lützen blev valgt i byrådet og blev borgmester. Det gik godt indtil 1874, da kongen Christian den 9 kom på besøg. Der skulle være stor fest i Tórshavn. Andreas Lützen skulle holde tale og var meget nervøs. Hans datter har fortalt, at faderen rystede, da han hørte, at kongeskibet var ankommet. Modtagelsen for kongen blev holdt på den nye Kongebro (kaldes i dag Kongabrúgvin), han var meget bevæget, mens han talte, og stemmen blev svagere og svagere, bevægelsen truede med at overvælde ham. Da tog kongen resolut i hans hånd og takkede ham for den smukke tale, hvorefter Andreas Christian Lützen sank død sammen. Han havde fået hjerteslag. Kongen var meget bevæget over Lützens død og ville mildne ulykken. Han tilbød at betale af sin egen lomme et fast beløb til enken, og det fik hun så længe som hun levede.